# Bolechówka
Bolechówka (Bolechowicka) – potok, lewostronny dopływ Kobylanki o długości 2,31 km i powierzchni zlewni 4,83 km².
Potok wypływa w Dolinie Bolechowickiej na Wyżynie Olkuskiej. W obrębie doliny, naprzeciwko dużej skały tworzy dwuspadową kaskadę. Płynie przez tereny rezerwatu przyrody Wąwóz Bolechowicki. Spływając do Rowu Krzeszowickiego, łączy się z potokiem Kobylanka.
Bolechówka wraz z potokiem Sąspówka należą do najbardziej czystych potoków całej Jury Krakowsko-Częstochowskiej. Dzięki temu przetrwała w nich bogata flora i fauna. Cały bieg potoku aż do ujścia w Rudawie objęty jest ochroną.